# Hulemacanthus
Hulemacanthus, biljni rod iz porodice primogovki smješten u tribus Barlerieae, dio potporodice Acanthoideae. Sastoji se od dvije vrste, obje su novogvinejski endemi. Opisan je u Journal of Botany, British and Foreign 58: 194. 1920. 

## Vrste
1. Hulemacanthus novoguineensis (Lindau) Bremek.
2. Hulemacanthus whitei S.Moore; tipična vrsta